# Естілл (округ, Кентуккі)
Шаблон:StateAbbr_ 37°41′ пн. ш. 83°58′ зх. д. / 37.69° пн. ш. 83.96° зх. д.
Округ  Естілл (англ. Estill County) — округ (графство) у штаті  Кентуккі, США. Ідентифікатор округу 21065.

## Історія
Округ утворений 1808 року.

## Демографія
За даними перепису 
2000 року 
загальне населення округу становило 15307 осіб, зокрема міського населення було 4155, а сільського — 11152.
Серед мешканців округу чоловіків було 7410, а жінок — 7897. В окрузі було 6108 домогосподарств, 4432 родин, які мешкали в 6824 будинках.
Середній розмір родини становив 2,94.
Віковий розподіл населення поданий у таблиці:
| Стать    | До 15 років | 15-21 | 22-29 | 30-39 | 40-49 | 50-65 | 65-85 | Понад 85 |
| -------- | ----------- | ----- | ----- | ----- | ----- | ----- | ----- | -------- |
| Чоловіки | 1542        | 734   | 764   | 1205  | 1030  | 1277  | 797   | 61       |
| Жінки    | 1486        | 745   | 812   | 1181  | 1098  | 1371  | 1007  | 197      |

## Суміжні округи
- Кларк — північ
- Повелл — північний схід
- Лі — південний схід
- Джексон — південь
- Медісон — захід

## Виноски
1. ↑  U.S. Decennial Census. United States Census Bureau. Архів оригіналу за 26 квітня 2015. Процитовано 14 серпня 2014.
2. ↑  Historical Census Browser. University of Virginia Library. Архів оригіналу за 11 серпня 2012. Процитовано 14 серпня 2014.
3. ↑  Population of Counties by Decennial Census: 1900 to 1990. United States Census Bureau. Архів оригіналу за 13 жовтня 2014. Процитовано 14 серпня 2014.
4. ↑  Census 2000 PHC-T-4. Ranking Tables for Counties: 1990 and 2000 (PDF). United States Census Bureau. Архів оригіналу (PDF) за 18 грудня 2014. Процитовано 14 серпня 2014.
5. ↑  State & County QuickFacts. United States Census Bureau. Архів оригіналу за 7 червня 2011. Процитовано 6 березня 2014.(англ.) Наведено за англійською вікіпедією.
6. ↑  American FactFinder. Бюро перепису населення США. Архів оригіналу за 21 травня 2008. Процитовано 31 січня 2008.

| США | Це незавершена стаття з географії США. Ви можете допомогти проєкту, виправивши або дописавши її. |